# Nissan Vanette

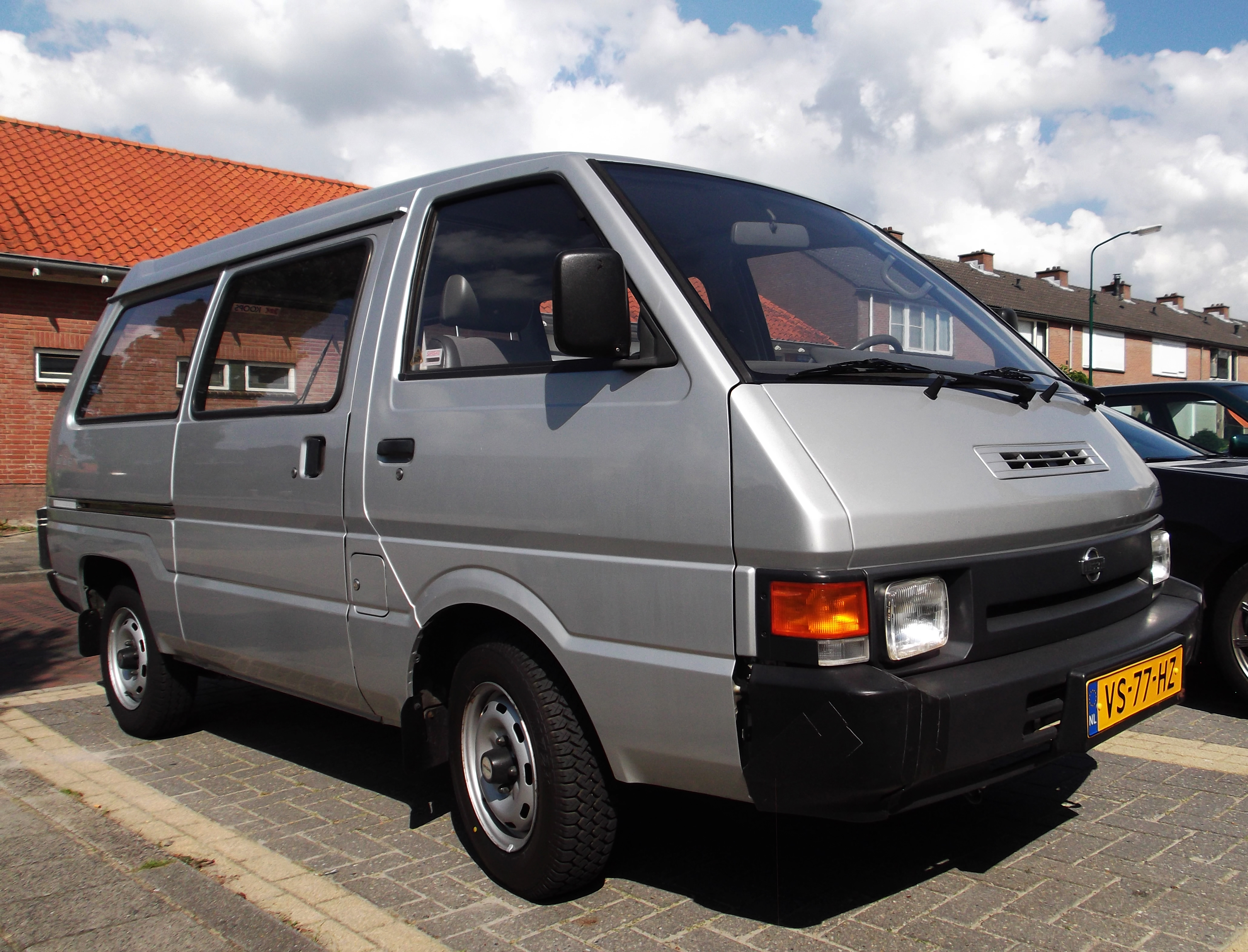

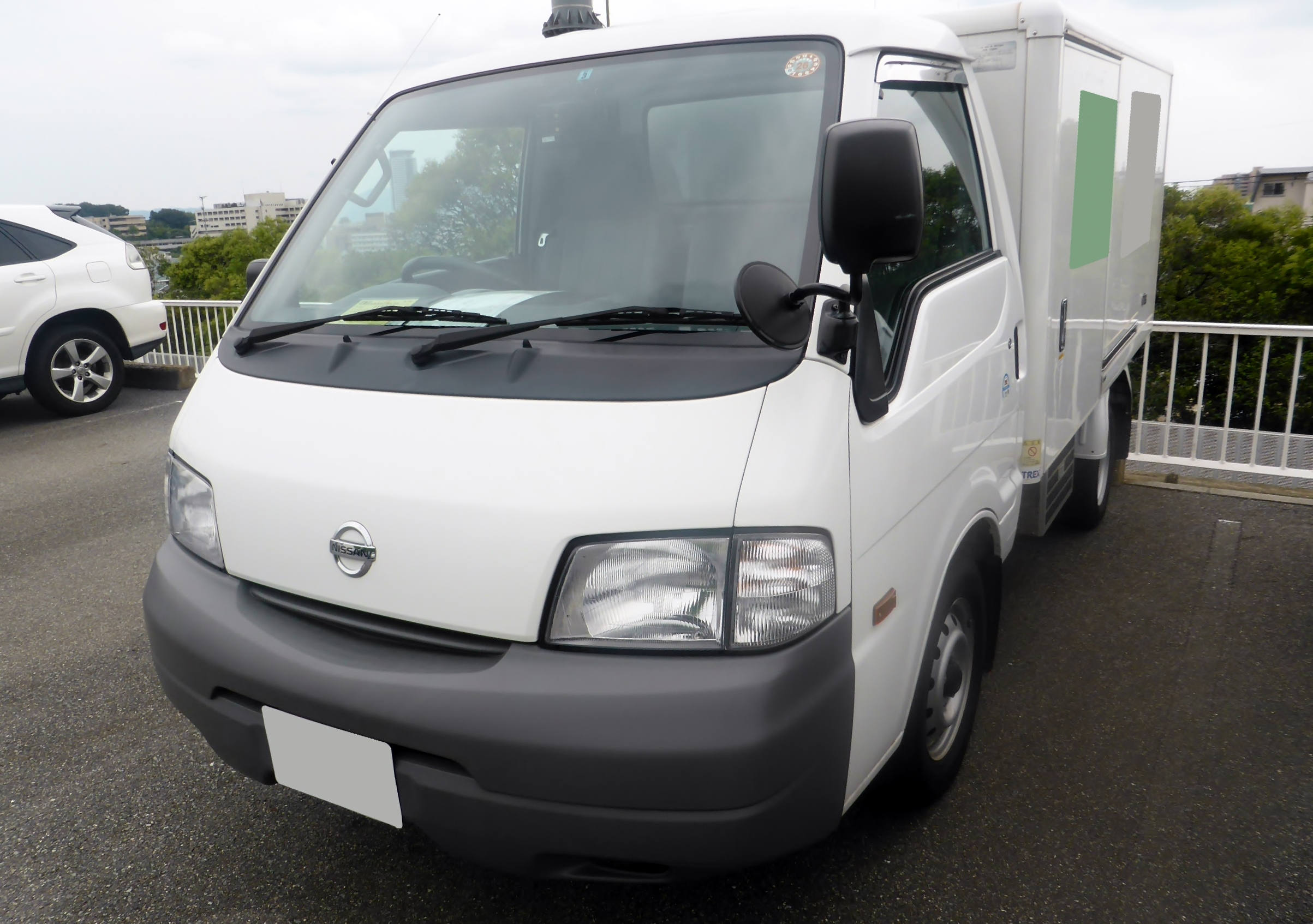

O Vanette é uma série de pequenas vans vendidos pela Nissan e pela Datsun (Datsun C20) no Japão e América do Norte. Houve anteriormente uma versão do modelo vendido na Europa, com o mesmo nome, no entanto, ele não estava relacionado com a versão que é vendido no Japão e na América do Norte.